# Cavalls alats de Tarquínia

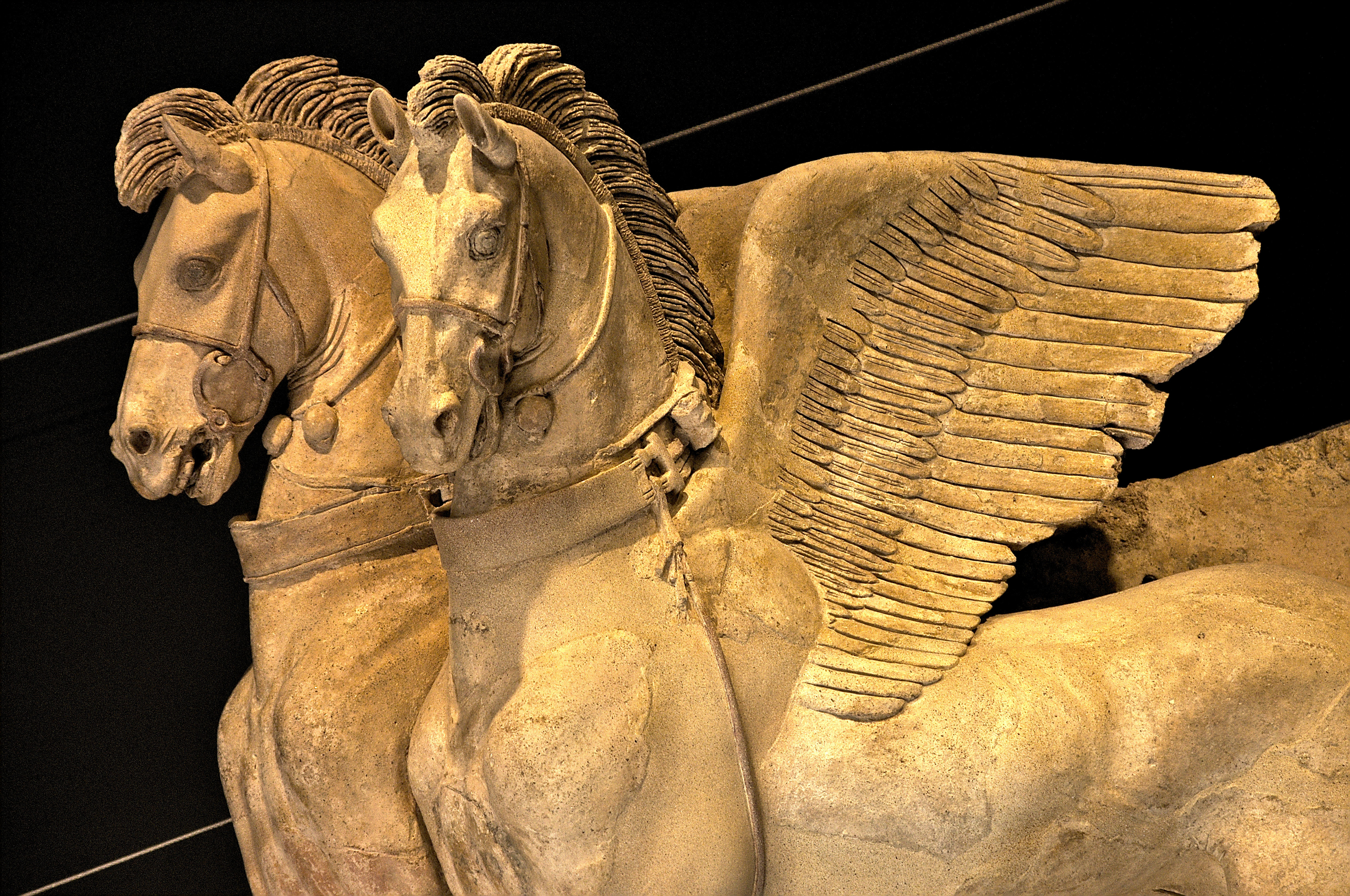
Caps dels Cavalls

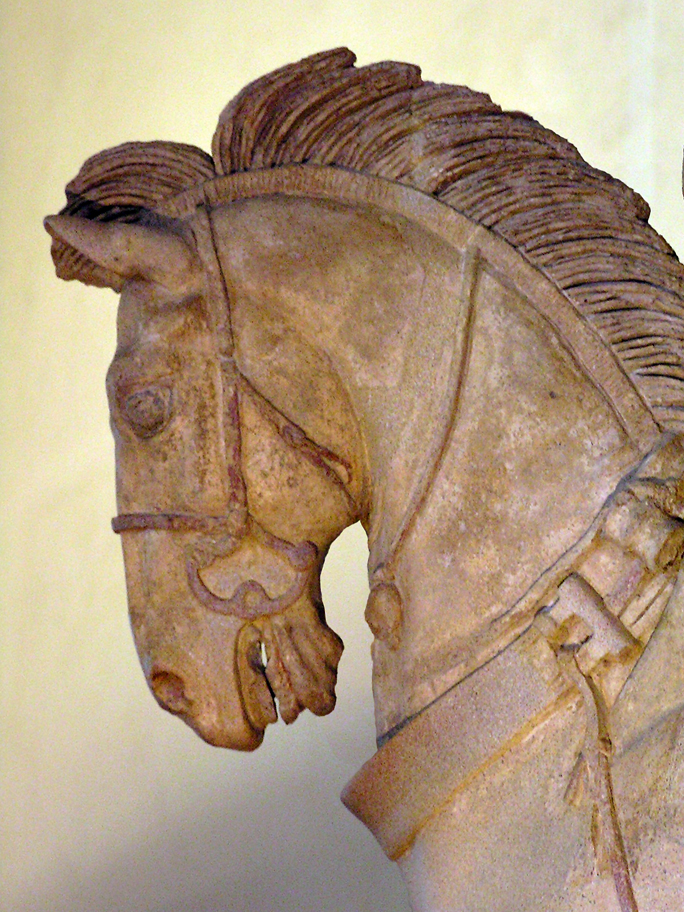
Cap d'un dels Cavalls alats de Tarquínia, una de les obres més representatives de l'Art etrusc.

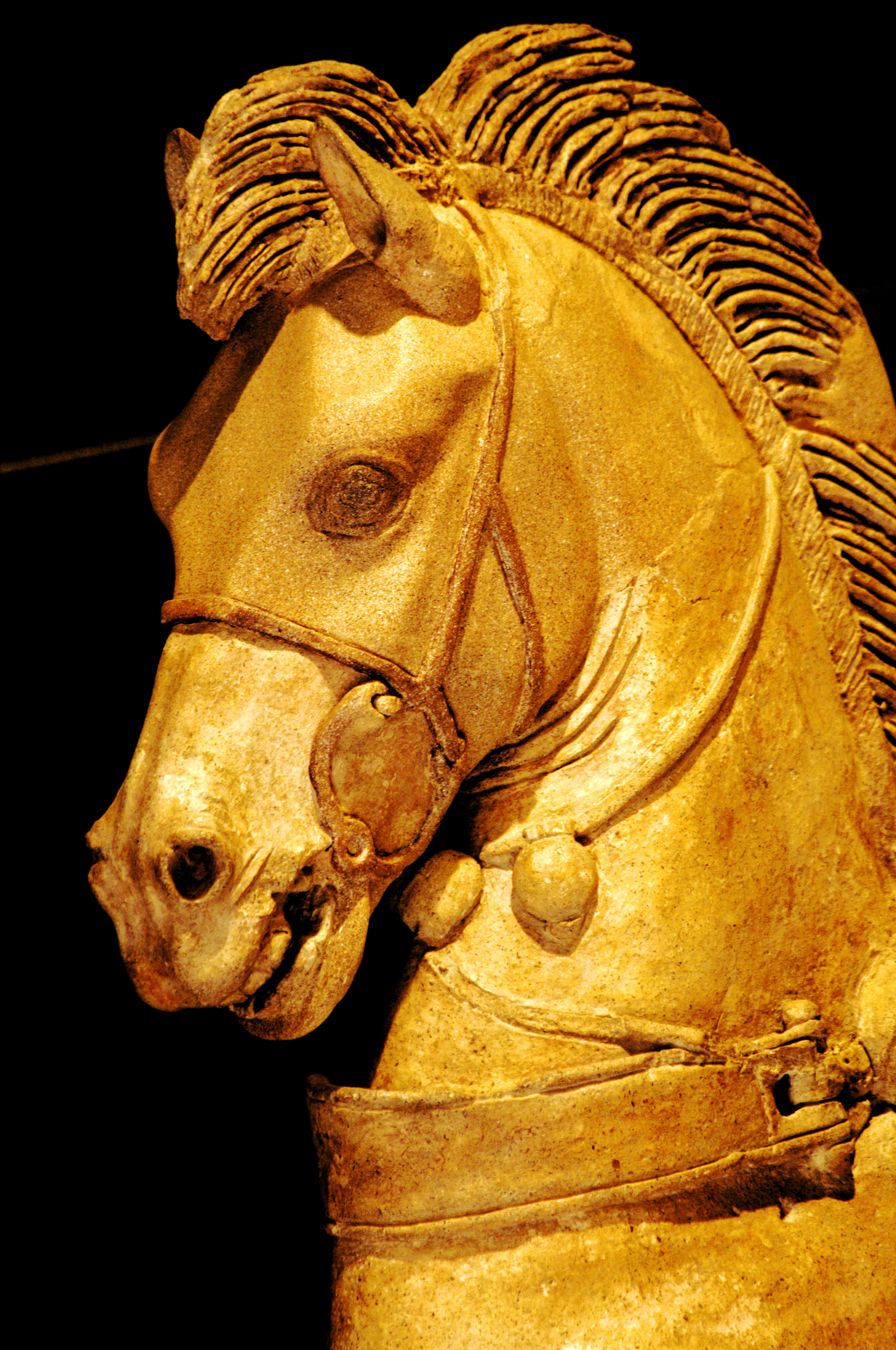
Cap d'un dels cavalls.

L'alt-relleu dels "Cavalls alats de Tarquinia",és un fragment del columen que suportava el frontó del temple més important de l'antiga ciutat etrusca de Tarquínia, el Temple de l'Ara de la Reina, més conegut com a Temple Major de Tarquínia.
La seva realització es remunta a mitjans del Segle IV aC, encara que alguns investigadors sostenen que podrien ser més recents a causa que només a partir del segle iii aC va ser quan els constructors etruscs van donar als temples un canvi particular en la decoració dels frisos i frontons.

## Estil i característiques
- Influència hel·lenística
- L'escena representada en el frontó del que formaven part els cavalls alats era l'escenificació d'un Déu en un carro.[3]
- Està fet de terracota policromada, com gairebé tots els relleus dels frontons a les construccions etrusques.
- El Temple de l'Ara de la Reina va ser el major i més important de tots els construïts a Etrúria.

## Simbologia
Malgrat la influència estilística de la plàstica clàssica grega, aquest conjunt no es pot identificar amb l'únic cavall alat de la mitologia grega, Pegàs, ni amb els cavalls que tiraven el carro d'Apol·lo. Per tant, es tracta d'una obra de caràcter purament decoratiu, adaptada al món etrusc.
La imatge dels cavalls alats s'ha convertit en el símbol i emblema de Tarquínia.

## Civilització etrusca
Els etruscs van habitar a Etrúria, que abastava les regions italianes de l'Úmbria, Toscana, Laci i Roma. La civilització etrusca va perdurar del segle IX aC. fins a l'I dC, quan s'adapta a la cultura de l'imperi romà.

## Conservació
El relleu està exposat permanentment al Museu Nacional de Tarquínia.